# アカンカサスゲ
アカンカサスゲ Carex sordida Van Heurck et Muell. (1870) は、カヤツリグサ科スゲ属の植物の1つ。背が高くてよく群落を作り、ビロードスゲに似ているが、果胞だけでなく植物全体に全体に毛が多い。日本では北海道の東部で普通に見られる。

## 特長
群生する多年生の草本。長い匍匐茎を横に伸ばし、茎をまばらに立てるか少数の束になって生じる。草丈は60-100cmにもなる。この植物には花の付く茎（有花茎）と花の付かない茎（無花茎）の区別があり、無花茎も茎の節の間が伸び、明らかな茎葉を着け、有花茎と同じくらいの背丈になる。茎葉に関しては有花茎ではより貧弱で、無花茎の方にはやや短めの葉が有花茎より多数ついている。茎の基部には葉身の発達しない鞘があり、暗赤褐色で毛があり、また糸網を生じる。葉は幅4-8mm、深緑色で裏面がざらつく。また葉裏から鞘にかけて毛がある。特に鞘口に毛が多い。
花期は6-7月。有花茎の先端に伸びる花序は、その頂小穂と、それに次ぐ3-5個が雄小穂で、それらは互いに接近して着く。それ以下の2-3個は雌小穂で、やや離れて着く。小穂基部の苞は短い鞘があるか、または鞘がなく、葉状部がある。雄小穂は線形で長さ2-5cmで、雄花鱗片は赤褐色で先は鋭く尖る。雌小穂は円柱状で長さ3-7cm、柄があって花を密生する。特に下にある雌小穂ほど長い柄がある。雌花鱗片は果胞よりやや短く、淡緑色で中肋は太くて緑色をしており、先端は尖るか突き出して芒となる。果胞は長卵形で長さ5-6mm、緑色をしており、厚膜質で太い脈があり、毛が多い。先端は細くなって長い嘴となり、口部は両側が突き出して2歯となるか、中央がくぼんで2深裂となる。痩果は緩やかに果胞に包まれており、楕円形から倒卵形で長さ2-2.5mm、基部は短い柄になっている。柱頭は3つに分かれる。
別名にエゾカサスゲがある。

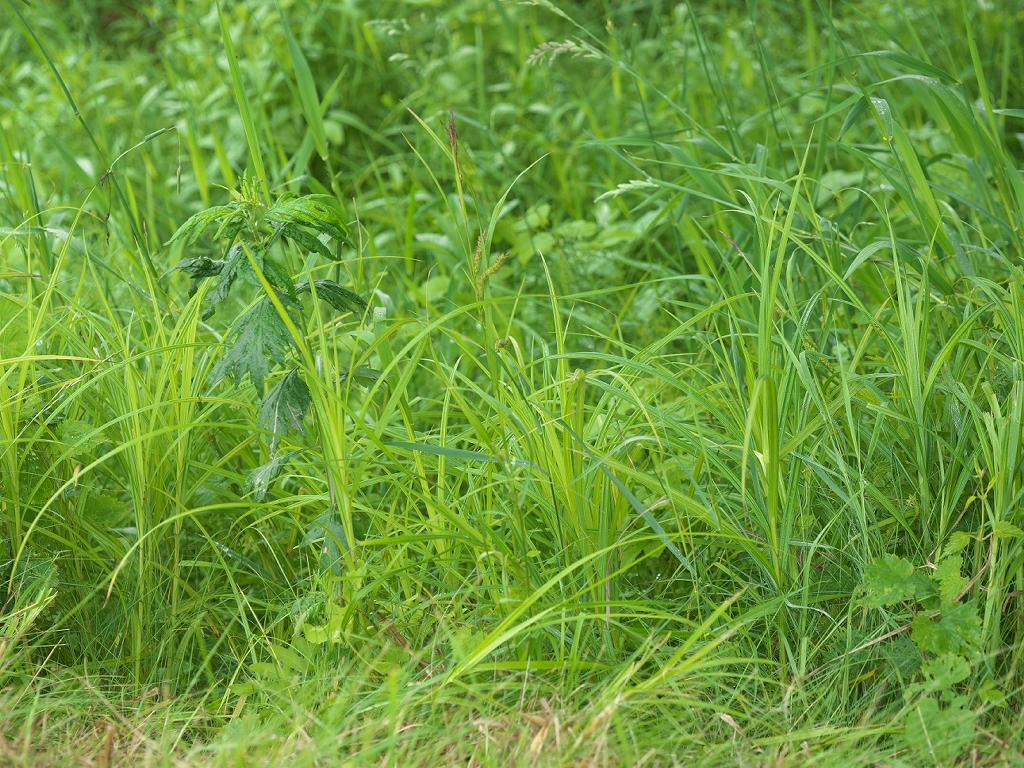
群落の様子
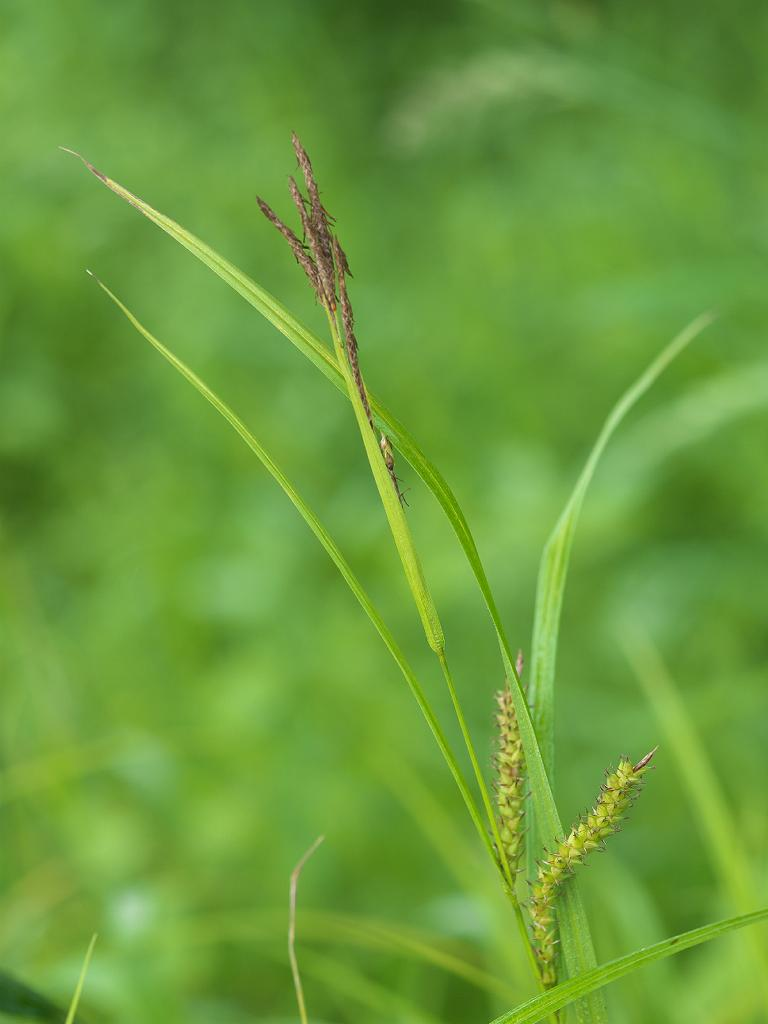
花序の先端部 複数の雄小穂を示す
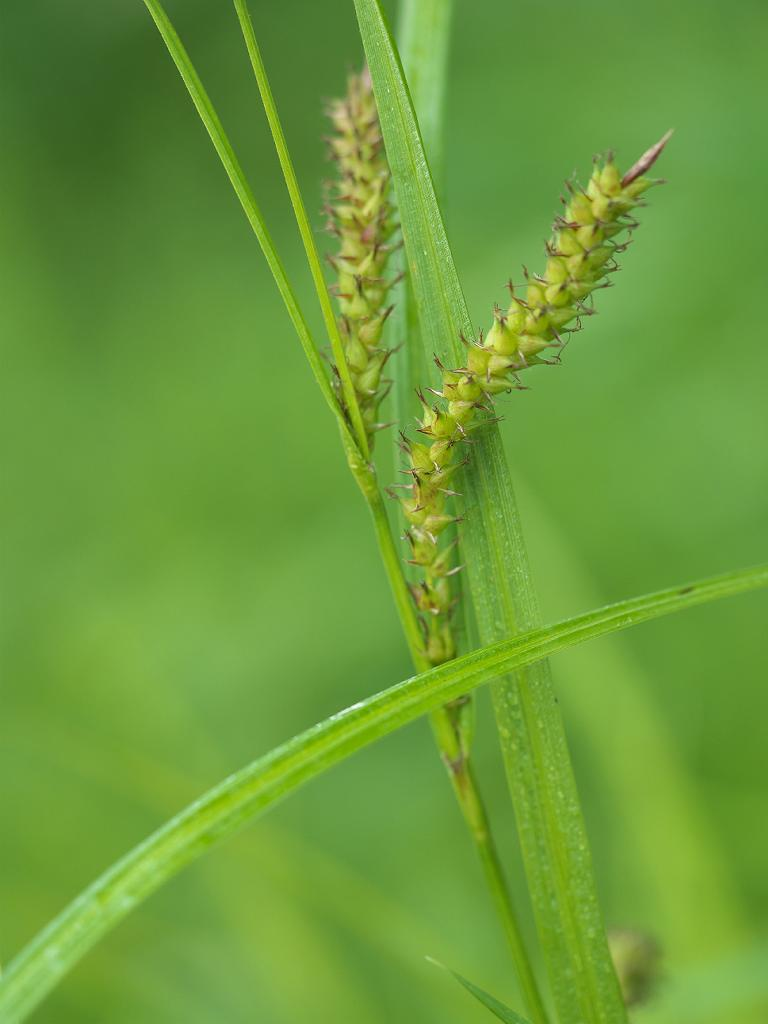
花序の下方、雌小穂

## 分布と生育環境
日本では北海道にのみ分布し、それも東部地域に限られるとされてきた。ただしその範囲では珍しいものではなく、ごく普通に見られるものである。近年になって本州、栃木県の産地が知られた。国外ではサハリン、朝鮮、ウスリーから知られている。
土手や道ばたの草地、林縁などに生える。道ばたや牧場などの湿った場所でよく見られる。

## 分類
頂小穂だけでなくその下の2-3個の小穂までが雄性であること、果胞が大型で毛があること、柱頭が3裂していることなどから勝山(2017)はビロードスゲ節 sect. Carex としている。日本産で類似のものとしてはビロードスゲ C. miyabei は背丈が30-70cm、果胞が4-5mmと本種に比べて全体にやや小柄で、それにこの種は果胞は毛に覆われるもののそれ以外は無毛であり、本種では葉裏や葉鞘に一面に毛が生えていることで区別できる。
本種は以前にはモリカサスゲ C. drimophila に含める扱いをされてきており、例えば北村他(1987)では subsp. abbreviata とされてきたが、現在では独立種と見なされている。
なお、名前の上で似ているカサスゲとも多少似ているが、雄小穂が複数あること、また全体に毛がないことで簡単に区別できる。なお、この種はより水を好み、池の縁など根元が水に浸った状態で生育していることが多い。

## 保護の状況
環境省のレッドデータブックでは取り上げられていないが、北海道では希少種、栃木県では絶滅危惧II類に指定されている。北海道での指定レベルが低いのは、上記のように分布域が限られるものの、その範囲では普通であることによる。栃木県では生育地が1カ所しかないとのこと。

## 余談
日本でカヤツリグサ科の植物に関する研究会に『すげの会』があり、2017年の全国大会は釧路で行われた。その日程に実地研修があり、その行程では多くの地域が採集禁止である中、本種は普通の道路脇にも出現し、例えば移動途中の休憩所周辺でもよく見られ、しかも他地方では見られないものとあってあちこちで採集の対象になった。植物標本の作製においては、その植物の特徴が多く含まれているものが良く、茎、葉、花や果実は当然ながら、地下茎もあった方がよい。更に本種は無花茎と茎葉が有花茎がはっきり区別できる点も特徴とされている。従って標本としては有花茎だけでなく、無花茎もあった方が良く、さらにその両者が地下茎で繋がったものがより望ましい。これはけっこう難しい要求なので、よい標本を手に入れたものが周囲に自慢し、周りが大いにうらやましがる様子が度々見られた。